# Turcius Rufius Apronianus Asterius
Turcius Rufius Apronianus Asterius est un aristocrate romain sous le règne de Théodoric.

## Biographie
Préfet de Rome vers 493, il est consul en 494 avec pour collègue Flavius Praesidius.
L'un des textes les plus anciens de l'œuvre de Virgile, le codex mediceus (Florence Laur. 39.1 & Vatican lat. 3225, f.76), rédigé en Italie au Ve siècle, contient une souscription indiquant qu'il a été corrigé à Rome par Turcius Rufius Apronianus Asterius. Comme le note John Matthews, « non seulement Asterius a ainsi enregistré pour la postérité son œuvre littéraire… dans un poème élégiaque, il a également commémoré les jeux consulaires donnés par lui (en 494) au grand détriment de sa fortune désormais mince. » 
Selon le Liber Pontificalis, les ennemis du pape Vigilius affirmaient que le pape avait marié Asterius à sa nièce Vigilia. Cependant, Jeffrey Richards enlève la diffamation de cette affirmation et explique que Vigilia a été mariée à Asterius après la mort de son père Reparatus en 539 afin de subvenir à ses besoins. Selon Christian Settipani, c'est en fait le petit-fils homonyme d'Astérius qui épousa Vigilia.